# Étude EDEN
L'étude des déterminants pré et postnatals du développement de la santé de l'enfant, dite étude EDEN, est une cohorte épidémiologique française de type mère-enfant menée par l'Inserm,,. L'objectif de l'étude est de mieux comprendre le rôle des facteurs qui, en début de vie, influencent le développement de l'enfant et sa santé à plus long terme. Cela s'inscrit dans le cadre théorique des origines développementales de la santé, plus connu sous le nom de théorie de Barker.  
Parmi les aspects du développement et de la santé étudiés dans l'étude EDEN figurent le développement staturo-pondéral et de l'adiposité,, la survenue d'allergies et d'infections, le sommeil, le développement cognitif, et le comportement. Les principaux facteurs examinés sont l'état nutritionnel et métabolique de la femme enceinte, l'alimentation de l'enfant,, les marqueurs génétiques, les expositions environnementales (tabac, toxiques, pollution atmosphérique, etc.),,, les facteurs sociaux et psychoaffectifs (santé mentale, etc.). 
L'étude a débuté en 2003, et a recruté, jusqu'en 2006, 2 002 femmes enceintes dans les maternités des centres hospitalo-universitaires de Nancy et Poitiers. Après l'accouchement, 1 907 enfants ont intégré la cohorte et ont fait l'objet d'un suivi régulier par des examens cliniques et psychologiques, ainsi que par des questionnaires postaux. 
Plus de 15 équipes de recherche sont impliqués dans l'étude EDEN, et plus de 200 articles scientifiques ont été publiés. 